# Pimentelia glomerata
Pimentelia glomerata är en måreväxtart som beskrevs av Hugh Algernon Weddell. Pimentelia glomerata ingår i släktet Pimentelia och familjen måreväxter. Inga underarter finns listade i Catalogue of Life.